# Michel Carré (réalisateur)
Pour les articles homonymes, voir Michel Carré et Carré (homonymie).
Michel-Antoine Carré dit Michel Carré fils, né le 7 février 1865 à Paris 10e et mort à Paris 17e le 5 août 1945, est un acteur, dramaturge et réalisateur français.

## Biographie
Fils du dramaturge et librettiste Michel Carré (1821-1872) et neveu du directeur de théâtre et dramaturge Albert Carré, il fut l'un des principaux réalisateurs à la Société cinématographique des auteurs et gens de lettres (SCAGL).
En 1927, il est nommé chevalier de la Légion d'honneur.

## Distinctions
- Chevalier de la Légion d'honneur (1927)

## Filmographie partielle

### Comme réalisateur
- 1907 : L'Enfant prodigue
- 1909 : Mariage à l'espagnole
- 1909 : La Peau de chagrin
- 1909 : Le Bal noir
- 1909 : Arsène Lupin
- 1909 : La Dormeuse
- 1909 : La Trouvaille d'un vieux garçon
- 1909 : La Laide, conte hindou
- 1909 : Ordre du roy
- 1909 : Fleur de pavé (coréalisé avec Albert Capellani)
- 1909 : La Peur
- 1909 : Mathurin fait la noce
- 1910 : L'Inventeur
- 1910 : L'Évasion d'un truand
- 1910 : Les Suicidés de Louf
- 1910 : La Chatte métamorphosée en femme
- 1910 : Le Messager de Notre-Dame
- 1910 : La Véridique et Douloureuse histoire de Catelan le ménestrel
- 1910 : Le Four à chaux
- 1910 : L'Amour et le Temps
- 1910 : Athalie
- 1910 : La Miniature
- 1911 : La Louve
- 1911 : La Navaja (Le Couteau)
- 1911 : Le Mensonge de Jean le Manchot (Pieux mensonge)
- 1911 : Le Rival dupé
- 1911 : Le Violon du grand-père
- 1911 : Le Mémorial de Sainte-Hélène (La Captivité de Napoléon)
- 1911 : Le Mort vivant
- 1913 : Arsène Lupin contre Ganimard
- 1914 : La Petite Dame en cire
- 1916 : L'Enfant prodigue
- 1923 : La Bête traquée (coréalisé avec René Le Somptier)

### Comme scénariste
- 1909 : L'Assommoir d'Albert Capellani
- 1910 : La Zingara d'Albert Capellani
- 1910 : Athalie d'Albert Capellani

### Comme acteur
- 1909 : L'Assommoir

## Théâtre

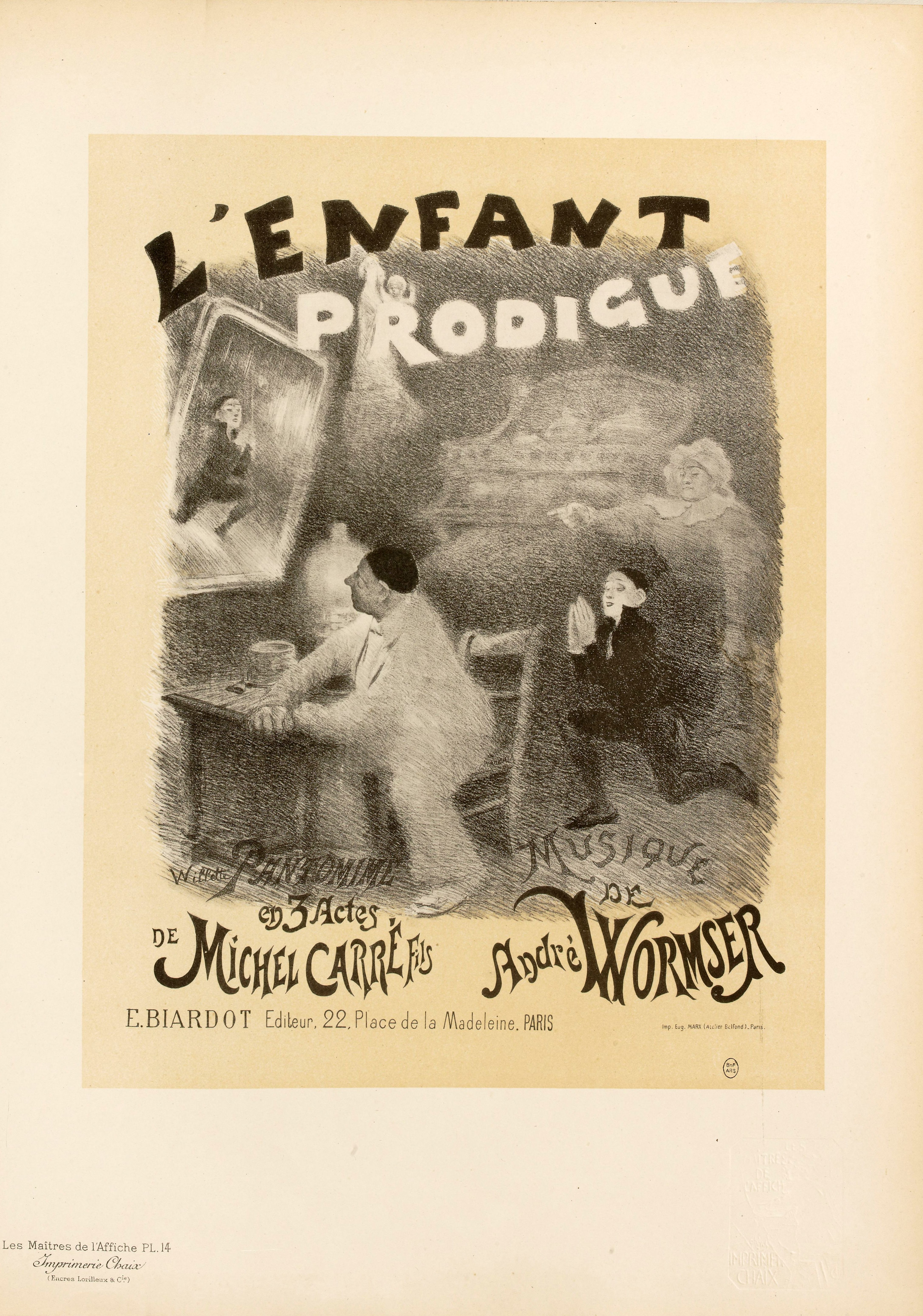
Affiche (c 1896) par Adolphe Willette

- 1928 : L'Enfant prodigue, pantomime (avec Renée Falconetti), théâtre Femina

### Comme librettiste
- 1916 : Revue des deux-mondes avec André Barde, Théâtre des Capucines
- 1916 : Paris au quinquets, revue en deux actes, 3 mars 1916, Théâtre des Capucines,
- 1916 : Paris, revue en deux actes, 20 mai 1916, Théâtre Michel
- 1933 : Le Garçon de chez Prunier, opérette en trois actes, livret d'André Barde et Michel Carré, musique de Joseph Szulc,   théâtre des Capucines